# 貯蓄債券

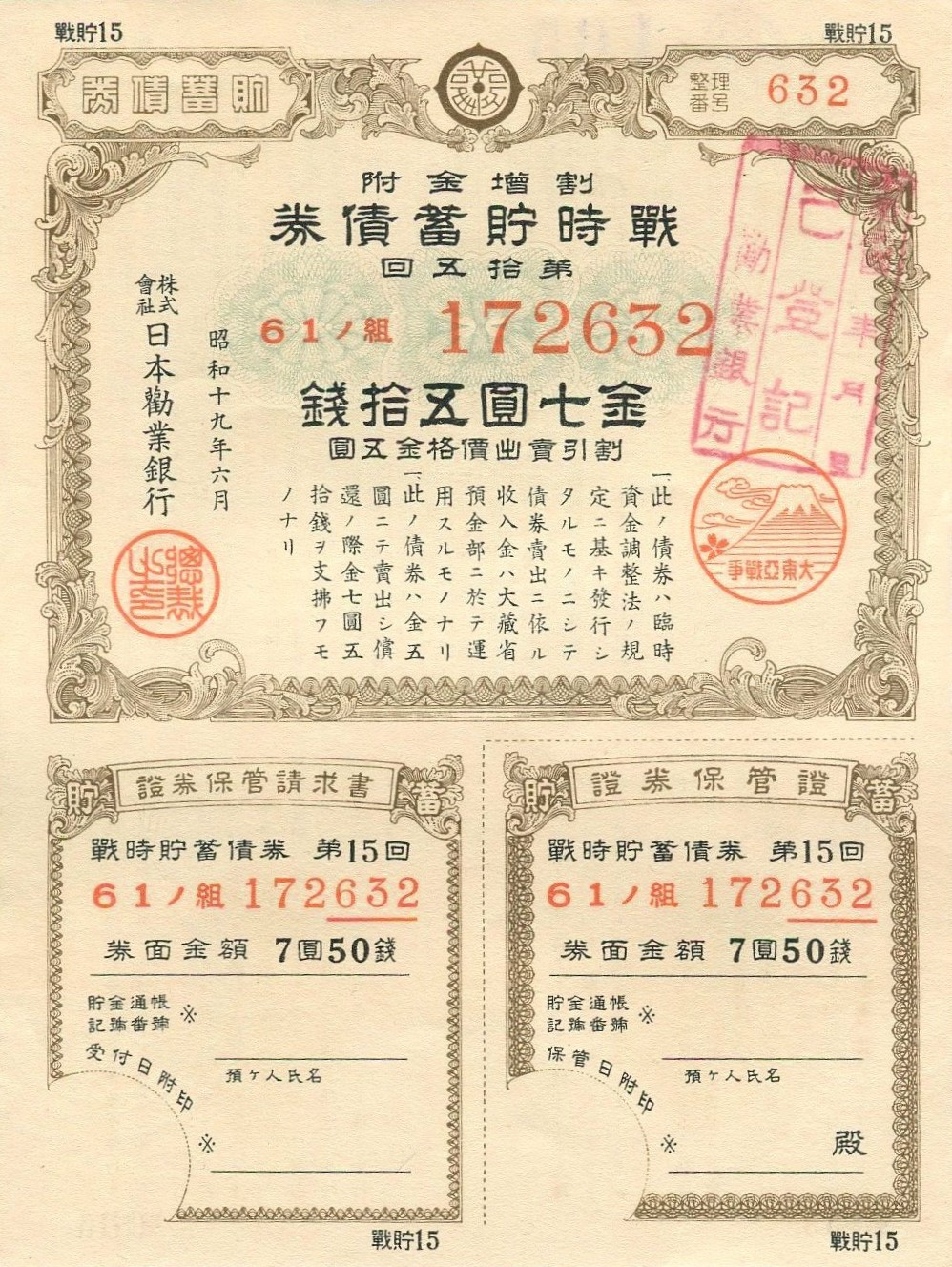
7円50銭の貯蓄債券　昭和19年6月発行

貯蓄債券（ちょちくさいけん）は、日本勧業銀行によって発行された債券である。別名「割増金付き戦時債券」。

## 臨時資金調整法による発行
「支那事変」による軍備の補充および軍費の支弁のため、国民から資金を吸収する目的で発行された。臨時資金調整法第13条によって、日本勧業銀行（勧銀）が収入金が2億円になるまで発行し得る。
貯蓄債券は無記名で、券面金額は20円以下とし、勧銀の本支店、代理店および郵便局から売り出す。発行の翌年から35年内に毎年2回以上抽籤をもって償還され、償還の場合は、売出価格の150倍以内の割増金が付与される（その方法および金額は主務大臣によって定められる）。割増金は、主務大臣によって定められる価格によって国債証券をもって交付されることができる（臨時資金調整法14条）。このために割増金付貯蓄債券ともよばれる。貯蓄債券は、割引または利子据置の方法によって売り出されるが、割引金額および利子歩合は、主務大臣によって定められる。貯蓄債券の所有者は、元金または利子を要求しないと、元金は15年間、利子は5年間で、要求権を失う。
臨時資金調整法15条の規定に基づき、復興貯蓄債券法3条、5条、6条、7条1項および8条ならびに日本勧業銀行法35条ノ2および3、40条および42条の規定は、貯蓄債券に準用される。
勧銀は、貯蓄債券の発行による収入金を大蔵省預金部資金局に預け入れなければならない。預金部資金局が、預け入れられた資金をもって公債を買い入れ、あるいはその他で運用することによって、政府は軍備の補充および軍費の支弁という目的が達せられる。
臨時資金調整法は「支那事変」終了後1年内に廃止されるが、貯蓄債券について規定された14条・15条は廃止されない。
第1回割増金付割引貯蓄債券は発行価額1000万円（受入金額500万円）とし、1937年（昭和12年）12月に発行され、大成功をおさめた。
さらに1940年（昭和15年）5月13日からは臨時資金調整法に基づき報国債券（ほうこくさいけん）の発売も開始。こちらは10円券に最高賞金1万円の割増が当たる抽選券が付いているものであった。
貯蓄債券と報国債券は同時並行で発売され、勧業銀行の本支店、郵便局、産業組合などで発売されたが、1941年（昭和16年）2月21日の発売分（第20回貯蓄債券、第6回報国債券）からは主要煙草小売店（約14万店）でも発売された。
これらの債券は第二次世界大戦の終結により紙屑同然となったが、退蔵されたものは古物商や好事家などの間で取引が行われた。

## 貯蓄債券法による発行
また、日露戦争に際しても、貯蓄債券法によって、戦費の調達のために日本勧業銀行から発行された。額面5円。発行翌年から20箇年以内毎年1回以上抽籤で償還。戦争終結翌年末日まで発行された。